# Rudolf Fickeisen
Rudolf Fickeisen   (Trippstadt, 15 de maig de 1885 - Ludwigshafen, 22 de juliol de 1944) va ser un remer alemany que va competir a començaments del segle xx. Era germà del també remer Otto Fickeisen.
El 1912 va prendre part en els Jocs Olímpics d'Estocolm, on guanyà la medalla d'or en la competició del quatre amb timoner del programa de rem, formant equip amb Albert Arnheiter, Hermann Wilker, Otto Fickeisen i Karl Leister.